# Discographie d'Aaliyah
 (décembre 2009).
Si vous disposez d'ouvrages ou d'articles de référence ou si vous connaissez des sites web de qualité traitant du thème abordé ici, merci de compléter l'article en donnant les références utiles à sa vérifiabilité et en les liant à la section « Notes et références ».

## Albums

### Albums studio
| Année | Album                                                                                                 | Positions dans les charts | Positions dans les charts | Positions dans les charts | Positions dans les charts | Positions dans les charts | Positions dans les charts | Positions dans les charts | Positions dans les charts | Positions dans les charts | Positions dans les charts | Positions dans les charts | Positions dans les charts | Certifications et ventes                                                                                                 |
| Année | Album                                                                                                 | US                        | UK                        | NZ                        | FR                        | NL                        | GER                       | AUT                       | SWI                       | DEN                       | NOR                       | SWE                       | FIN                       | Certifications et ventes                                                                                                 |
| ----- | --- | ------------------------- | ------------------------- | ------------------------- | ------------------------- | ------------------------- | ------------------------- | ------------------------- | ------------------------- | ------------------------- | ------------------------- | ------------------------- | ------------------------- | --- |
| 1994  | Age Ain't Nothing but a Number - Premier album studio - Sortie: 24 mai 1994 - Label: Blackground/Jive | 18                        | 23                        | —                         | 4                         | 5                         | 6                         | 11                        | 10                        | 45                        | 3                         | 2                         | —                         | - Ventes mondiales : 6 millions - Ventes US : 2 millions+ - CRIA certification : Or - RIAA certification: 2 × Platine    |
| 1996  | One in a Million - Second album studio - Sortie : 27 août 1996 - Label : Blackground/Atlantic         | 1                         | 3                         | 2                         | 2                         | 5                         | 6                         | 7                         | 10                        | 2                         | 4                         | 1                         | 1                         | - Ventes mondiales : 10 millions - Ventes US : 2,6 millions - CRIA certification : Or - RIAA certification : 2 × Platine |
| 2001  | Aaliyah - Troisième album studio - Sortie : 17 juin 2001 - Label : Blackground/Virgin                 | 1                         | 1                         | 2                         | 1                         | 1                         | 1                         | 2                         | 1                         | 3                         | 1                         | 2                         | 3                         | - Ventes mondiales : 13,5 millions - Ventes US : 6 millions - CRIA certification : Or - RIAA certification : 3 × Platine |

### Compilations
| Année | Album                                                                                           | Chart positions | Chart positions | Chart positions | Chart positions | Chart positions | Chart positions | Chart positions | Chart positions | Chart positions | Chart positions | Chart positions | Chart positions | Certifications et ventes                                                                                                 |
| Année | Album                                                                                           | US              | UK              | NZ              | FR              | NL              | GER             | AUT             | SWI             | DEN             | NOR             | SWE             | FIN             | Certifications et ventes                                                                                                 |
| ----- | ----------------------------------------------------------------------------------------------- | --------------- | --------------- | --------------- | --------------- | --------------- | --------------- | --------------- | --------------- | --------------- | --------------- | --------------- | --------------- | --- |
| 2002  | I Care 4 U - Best of - Sortie : 10 décembre 2002 - Label : Background Records/Universal         | 3               | 4               | 10              | 4               | 10              | 2               | 16              | 3               | 39              | 17              | 37              | 15              | - Ventes mondiales : 6 millions - Ventes US : 2.65 millions - CRIA certification : Or - RIAA certification : 2 × Platine |
| 2005  | Ultimate Aaliyah - Best of - Sortie : Mai 2005 (UK) - Label : Blackground Records/Believe Music | —               | 32              | —               | —               | —               | —               | —               | —               | —               | —               | —               | —               | - Ventes mondiales : 2,000,000                                                                                           |
| 2009  | Officially Aaliyah - Best of - Sortie : 2009 (US) - Label : Blackground Records                 | -               | -               | -               | -               | -               | -               | -               | -               | -               | -               | -               | -               | |

## Singles
| Année  | Titre                                         | Chart Positions | Chart Positions | Chart Positions | Chart Positions | Chart Positions | Chart Positions | Chart Positions | Chart Positions | Chart Positions | Chart Positions | Chart Positions | Album                              |
| Année  | Titre                                         | US              | US R&B          | UK              | CAN             | AUS             | NZ              | GER             | SWI             | FRA             | NL              | SWE             | Album                              |
| ------ | --------------------------------------------- | --------------- | --------------- | --------------- | --------------- | --------------- | --------------- | --------------- | --------------- | --------------- | --------------- | --------------- | ---------------------------------- |
| 1994   | Back and Forth                                | 2               | 1               | 16              | 10              | 3               | 4               | 2               | —               | —               | 3               | 2               | Age Ain't Nothing but a Number     |
| 1994   | At Your Best (You Are Love)                   | 6               | 2               | 27              | —               | —               | 9               | —               | 2               | 9               | 4               | 8               | Age Ain't Nothing but a Number     |
| 1994   | Age Ain't Nothing but a Number                | 5               | 3               | 3               | —               | 1               | 2               | 2               | 5               | —               | 4               | 21              | Age Ain't Nothing but a Number     |
| 1995   | No One Knows How to Love Me Quite like You Do | 70              | —               | —               | —               | —               | —               | —               | —               | —               | —               | —               | Age Ain't Nothing but a Number     |
| 1995   | Down with the Clique                          | —               | —               | 33              | —               | —               | —               | —               | —               | —               | —               | —               | Age Ain't Nothing but a Number     |
| 1995   | The Thing I Like                              | 3               | 2               | 33              | 13              | 5               | 8               | 21              | 2               |                 | —               | —               | Age Ain't Nothing but a Number     |
| 1996   | Are You Ready                                 | 2               | 4               | 3               | 1               | 18              | 91              | 3               | 12              | 61              | 4               | 6               | Sunset Park                        |
| 1996   | If Your Girl Only Knew                        | 8               | 11              | 15              | 6               | 3               | 2               | 2               | 7               | 4               | 18              | 9               | One in a Million                   |
| 1996   | Got to Give It Up                             | 15              | 3               | 3               | —               | 2               | 3               | 3               | —               | 13              | 2               | 23              | One in a Million                   |
| 1997   | One in a Million                              | 2               | 1               | 1               | 2               | 2               | 1               | 3               | 2               | 1               | 5               | 5               | One in a Million                   |
| 1997   | 4 Page Letter                                 | 9               | 2               | 4               | 5               | 5               | 4               | 3               | 2               | 2               | 3               | 1               | One in a Million                   |
| 1997   | Hot like Fire                                 | 10              | 31              | 3               | —               | 6               | 7               | 5               | 2               | 2               | —               | —               | One in a Million                   |
| 1997   | The One I Gave My Heart To                    | 9               | 8               | 3               | 2               | 2               | 28              | 3               | 3               | 2               | 4               | 11              | One in a Million                   |
| 1997   | Journey to the Past                           | 4               | 1               | 22              | —               | 5               | 2               | 2               | 7               | 4               | 2               | 2               | Anastasia (Bande originale)        |
| 1998   | Are You That Somebody?                        | 2               | 1               | 1               | 1               | 3               | 1               | 1               | 1               | 3               | 1               | 5               | Docteur Dolittle (Bande originale) |
| 2000   | I Don't Wanna                                 | 35              | 5               | 6               | 17              | 11              | 2               | 2               | 8               | 9               | —               | —               | Romeo Must Die (Bande originale)   |
| 2000   | Try Again                                     | 1               | 1               | 1               | 1               | 1               | 1               | 5               | 1               | 1               | 3               | 1               | Romeo Must Die (Bande originale)   |
| 2000   | Come Back in One Piece (feat. DMX)            | 7               | 6               | 3               | 3               | 2               | 9               | 9               | 1               | 1               | 5               | —               | Romeo Must Die (Bande originale)   |
| 2001   | We Need a Resolution (feat. Timbaland)        | 9               | 5               | 20              | 3               | 4               | 11              | 6               | 6               | 8               | 3               | 4               | Aaliyah                            |
| 2001   | Rock the Boat                                 | 6               | 2               | 12              | 7               | 4               | 1               | 10              | 5               | 2               | 2               | 2               | Aaliyah                            |
| 2002   | More Than a Woman/I Refuse                    | 5               | 3               | 1               | 2               | 3               | 5               | 2               | 1               | 5               | 3               | 2               | Aaliyah                            |
| 2002   | I Care 4 U                                    | 6               | 3               | 2               | 2               | 7               | 9               | 3               | 4               | 4               | 8               | 19              | Aaliyah                            |
| 2002   | Miss You                                      | 3               | 1               | 2               | 4               | 5               | 2               | 8               | 1               | 2               | 14              | 40              | I Care 4 U                         |
| 2002   | Don't Know What to Tell Ya                    | 7               | 1               | 22              | 3               | 3               | 2               | 5               | 3               | 4               | 19              | 2               | I Care 4 U                         |
| 2003   | Come Over                                     | 12              | 9               | 2               | 7               | 8               | 16              | 5               | 10              | 2               | 2               | 5               | I Care 4 U                         |
| 2005   | Are You Feelin' Me?                           | 11              | 4               | 15              | 3               | 6               | 9               | 9               | 10              | 16              | 2               | 8               | Ultimate Aaliyah                   |
| #1     | #1                                            | 1               | 5               | 1               | 0               | 0               | 1               | 0               | 0               | 0               | 0               | 0               | —                                  |
| Top 10 | Top 10                                        | 6               | 13              | 2               | 6               | 2               | 1               | 2               | 1               | 0               | 2               | 0               | —                                  |
| Top 50 | Top 50                                        | 12              | 17              | 18              | 10              | 4               | 9               | 4               | 4               | 5               | 8               | 4               | —                                  |

### Autres chansons classées
| Année | Titre                                         | Chart Positions | Chart Positions | Chart Positions | Chart Positions | Album                          |
| Année | Titre                                         | US              | US R&B          | US R&B APL      | UK              | Album                          |
| ----- | --------------------------------------------- | --------------- | --------------- | --------------- | --------------- | ------------------------------ |
| 1995  | No One Knows How to Love Me Quite like You Do | —               | —               | 65              | —               | Age Ain't Nothing but a Number |
| 1996  | Are You Ready                                 | —               | —               | 42              | —               | Sunset Park (Bande originale)  |
| 2001  | I Can Be                                      | —               | 102             | —               | —               | Aaliyah                        |
| 2005  | Where Could He Be\|Where Could He Be?         | —               | 120             | —               | —               | Leaked                         |

## Divers

### Apparitions
| Année | Titre                                                                                        | Album                         |
| ----- | -------------------------------------------------------------------------------------------- | ----------------------------- |
| 1995  | I Need You Tonight (Junior M.A.F.I.A. featuring Aaliyah)                                     | Conspiracy                    |
| 1996  | Live and Die for Hip Hop (Kris Kross featuring Da Brat, Jermaine Dupri, Mr. Black & Aaliyah) | Young, Rich & Dangerous       |
| 1996  | Queen Bitch Remix (Lil' Kim featuring Aaliyah)                                               | Inédit                        |
| 1997  | Best Friends (Missy Elliott featuring Aaliyah)                                               | Supa Dupa Fly                 |
| 1997  | Up Jumps da Boogie (Timbaland & Magoo featuring Missy Elliott & Aaliyah)                     | Welcome to Our World          |
| 1997  | Man Undercover (Timbaland & Magoo featuring Aaliyah & Missy Elliott)                         | Welcome to Our World          |
| 1998  | One Man Woman (Playa featuring Aaliyah)                                                      | Cheers 2 U                    |
| 1998  | Are You That Somebody? (Remix) (DJ Clue featuring Aaliyah & Supafriendz)                     | This Is It, Pt. 1             |
| 1998  | John Blaze (Aaliyah & Missy Elliott )                                                        | Tim's Bio                     |
| 1999  | Stickin' Chickens (Missy Elliott featuring Aaliyah & Da Brat)                                | Da Real World                 |
| 1999  | Final Warning (Ginuwine featuring Aaliyah)                                                   | 100% Ginuwine                 |
| 1999  | You Won't See Me Tonight (Nas featuring Aaliyah)                                             | I Am... The Autobiography     |
| 2000  | Ain't Never (Outsiderz 4 Life featuring Aaliyah)                                             | Outsiderz 4 Life (Unreleased) |
| 2001  | I Am Music (Timbaland & Magoo featuring Aaliyah & Static)                                    | Indecent Proposal             |
| 2005  | Don't Think They Know (Digital Black featuring Aaliyah)                                      | Memoirs of a R&B Thug         |

### Bandes originales
| Année | Titre                                                 | Album                        |
| ----- | ----------------------------------------------------- | ---------------------------- |
| 1995  | The Thing I Like                                      | A Low Down Dirty Shame       |
| 1995  | Freedom (Various Artist)                              | Panther                      |
| 1996  | Are You Ready?                                        | Sunset Park                  |
| 1997  | One in a Million (Remix) (Aaliyah featuring Ginuwine) | Sprung                       |
| 1997  | Journey to the Past                                   | Anastasia                    |
| 1998  | Are You That Somebody? (Aaliyah featuring Timbaland)  | Docteur Dolittle             |
| 1999  | Turn the Page                                         | La Musique de mon cœur       |
| 1999  | I Don't Wanna                                         | Next Friday / Romeo Must Die |
| 2000  | Try Again                                             | Romeo Must Die               |
| 2000  | Come Back in One Piece (Aaliyah featuring DMX)        | Romeo Must Die               |
| 2000  | Are You Feelin' Me?                                   | Romeo Must Die               |

## Vidéographie

### Age Ain't Nothing but a Number(1994–1995)
- Back & Forth
- At Your Best (You Are Love) (Remix)
- Age Ain't Nothing but a Number

### One in a Million(1996-1997)
- If Your Girl Only Knew
- One in a Million
- Got to Give It Up (Remix)
- 4 Page Letter
- Hot Like Fire
- The One I Gave My Heart To

### Aaliyah(2001–2002)
- We Need a Resolution (featuring Timbaland)
- Rock the Boat
- More Than a Woman
- I Care 4 U

### I Care 4 U(2002–2003)
- Miss You
- Don't Know What to Tell Ya (Royaume-Uni uniquement)
- Got to Give It Up (New Remix)

### Bandes originales (1997–2000)
- One in a Million Remix (featuring Ginuwine)
- Journey to the Past Anastasia
- Are You That Somebody? (featuring Timbaland)
- Try Again
- Come Back in One Piece (featuring DMX)

### Featurings (1994–2000)
- Summer Bunnies (R. Kelly featuring Aaliyah)
- I Need You Tonight (Junior M.A.F.I.A. featuring Aaliyah)
- One More Chance/Stay With Me (The Notorious B.I.G.)
- Crush on You (Lil' Kim featuring Lil' Cease)
- Up Jumps Da' Boogie (Timbaland & Magoo feauring Missy Elliott & Aaliyah)
- Luv 2 Luv Ya (Timbaland & Magoo featuring Shaunta Montegomery)
- Make It Hot (Nicole Wray featuring Missy Elliott & Mocha)
- Here We Come (Timbaland featuring Magoo & Missy Elliott)
- Holiday (Naughty by Nature)
- We at It Again (Timbaland & Magoo featuring Static & introducing Sebastian)